# Neoclytus jekelii
Neoclytus jekelii är en skalbaggsart som först beskrevs av White 1855.  Neoclytus jekelii ingår i släktet Neoclytus och familjen långhorningar. Inga underarter finns listade i Catalogue of Life.